# Daniel Mustafá
Daniel Kabir Mustafá (Bell Ville, 2 agosto 1984) è un ex calciatore argentino naturalizzato palestinese, di ruolo difensore.

## Caratteristiche tecniche
È un difensore centrale.

## Carriera

### Nazionale
Nato in Argentina da padre di origini palestinesi e madre di origini italiane e spagnole, nel 2012 ha scelto di optare per la nazionale palestinese.
Ha preso parte alla Coppa d'Asia 2019.